# 成吉思汗公园站
成吉思汗公园站（蒙古语：ᠴᠢᠩᠭᠢᠰ ᠬᠠᠭᠠᠨ ᠴᠡᠴᠡᠷᠯᠢᠭ）是呼和浩特地铁2号线的地铁车站，位于中华人民共和国内蒙古自治区呼和浩特市新城区丁香北路街道成吉思汗东街与康复街交叉口地下，2020年10月1日開通运营。

## 车站结构
成吉思汗公园站位于成吉思汗东街与康复街交叉口，长193米，标准段宽度19.7米，为地下两层岛式车站。
| 地面              | 出入口 | A-C出入口 |
| 地下一层          | 站厅   | 客服中心、自动售票机、验票机                                                                                  |
| 地下二层          | 站台层 | \| \| \| █ 2号线往阿尔山路（毫沁营） \| \| 島式 · 開左邊车门 \| \| \| \| \| \| █ 2号线往塔利东路（一家村） \| |
|                   |        | █ 2号线往阿尔山路（毫沁营）                                                                                   |
| 島式 · 開左邊车门 |        | |
|                   |        | █ 2号线往塔利东路（一家村）                                                                                   |

## 车站出口
成吉思汗公园站共设3个出口，各出口及周围设施如下所示：
| 出口编号            | 照片 | 地点                 | 可到达目的地                               |
| ------------------- | ---- | -------------------- | ------------------------------------------ |
| A · 出口            |      | 成吉思汗东街（北侧） | 成吉思汗公园北园                           |
| B · 出口 · （设有） |      | 成吉思汗东街（南侧） | 成吉思汗公园                               |
| C · 出口            |      | 成吉思汗东街（南侧） | 内蒙古新闻出版数字大厦、内蒙古民主党派大楼 |
| 图例： 设有         |      |                      |                                            |

## 接驳交通

### 公交车
- 华侨新村：K7路、62路、80路、120路

## 历史
- 2018年11月8日，车站主体结构封顶[2]。
- 2020年10月1日，本站随2号线通车一同开通[1]。